# سوپوواتس
سوپوواتس (به صربی: Supovac) یک منطقهٔ مسکونی در صربستان است که در نیش واقع شده‌است.